# Mandalika International Street Circuit
A Mandalika International Street Circuit egy utcai versenypálya Indonéziában, Lombok-szigeten. 2021-től az SBK, 2022-től pedig a MotoGP indonéz nagydíjat is itt rendezik meg. A pálya 4,310 km hosszú és 17 kanyarból áll. A pálya nemcsak az FIM, hanem az FIA első rangú minősítését is megkapja, papíron tehát a Formula–1 mezőnyét is fogadhatja majd. A létesítmény vezetői egyelőre a MotoGP-re összpontosítanak, de terveik között szerepel az F1-es futam rendezése is.